# 대한민국 형법 제266조
대한민국 형법 제266조는 생명과 신체에 대한 죄 중 과실치사상죄의 하나인 과실치상에 대한 형법각칙의 조문이다.

## 조문
제266조(과실치상) ① 과실로 인하여 사람의 신체를 상해에 이르게 한 자는 500만원 이하의 벌금, 구류 또는 과료에 처한다.  <개정 1995.12.29.>
②제1항의 죄는 피해자의 명시한 의사에 반하여 공소를 제기할 수 없다.  <개정 1995.12.29.>

第266條(過失致傷) ① 過失로 因하여 사람의 身體를 傷害에 이르게 한 者는 500萬원 以下의 罰金, 拘留 또는 科料에 處한다. <改正 1995.12.29.>
②第1項의 罪는 被害者의 明示한 意思에 反하여 公訴를 제기할 수 없다. <改正 1995.12.29.>

## 해설
과실치사죄는 사람의 생명을, 과실치상죄는 사람의 신체와 건강을 보호법익으로 하며 보호의 정도는 침해범으로서의 보호이다.

## 특별형법
차의 운전자가 교통사고로 과실치상죄를 범한 경우 특별형법인 교통사고처리 특례법 제3조 제2항이 적용된다.

## 사례와 판례
- 화물차를 주차하고 적재함에 적재된 토마토 상자를 운반하던 중 적재된 상자 일부가 떨어지면서 지나가던 피해자에게 상해를 입힌 경우, 교통사고처리 특례법이 정한 '교통사고'에 해당하지 않아 업무상과실치상죄가 성립한다[2]
- 자전거전용도로에서 인라인스케이트를 타고 가다 사건사고를 유발한 행위를 업무상과실치사상죄의 '업무'에 해당된다고 보기 어렵지만, 이와 일죄(한가지 죄)의 관계에 있는 과실치상죄(형법 제266조 1항)는 유죄로 인정된다[3]
- 개를 키우는 사람은 지나다니는 사람의 동선을 고려해 적정한 길이의 목줄로 개를 묶어 놓거나 우리에 가두는 등의 방법으로 개가 사람을 무는 등의 사고를 미연에 방지해야 할 주의의무가 있는데 이를 위반하여, 즉 목줄을 길게 해 빨랫줄 바로 옆에 개를 묶어 놓거나 목줄을 풀어 놓는 바람에 서영이와 정도전에게 상처를 입힌 경우, 과실치상죄가 성립할 수 있다[4].
- [2] 운동경기에 참가하는 자가 경기규칙을 준수하는 중에 또는 그 경기의 성격상 당연히 예상되는 정도의 경미한 규칙위반 속에 제3자에게 상해의 결과를 발생시킨 것으로서, 사회적 상당성의 범위를 벗어나지 아니하는 행위라면 과실치상죄가 성립하지 않는다. 그러나 골프경기를 하던 중 골프공을 쳐서 아무도 예상하지 못한 자신의 등 뒤편으로 보내어 등 뒤에 있던 경기보조원(캐디)에게 상해를 입힌 경우에는 주의의무를 현저히 위반하여 사회적 상당성의 범위를 벗어난 행위로서 과실치상죄가 성립한다[5]
- 유명 수영 선수에 대해 의사가 금지약물 모르고 처방했다면 고의성이 없더라도 과실로 인정받을 수는 있지만, 상처나 약물 부작용이 확인되지 않은 상태에서 과실치상죄가 적용될 수 있을지는 의문이다[6]

## 참고 문헌
- 김재윤, 손동권, 『새로운 형법각론』, 율곡출판사, 2013. ISBN 978-89-974283-4-2
- 이주원, 특별형법, 홍문사, 2014. ISBN 9788977703407

## 같이 보기
- 업무상 과실치사죄
- 교통사고